# Dulichium arundinaceum
Dulichium arundinaceum är en halvgräsart som först beskrevs av Carl von Linné, och fick sitt nu gällande namn av Nathaniel Lord Britton. Dulichium arundinaceum ingår i släktet Dulichium och familjen halvgräs.

## Underarter
Arten delas in i följande underarter:
- D. a. arundinaceum
- D. a. boreale

## Bildgalleri

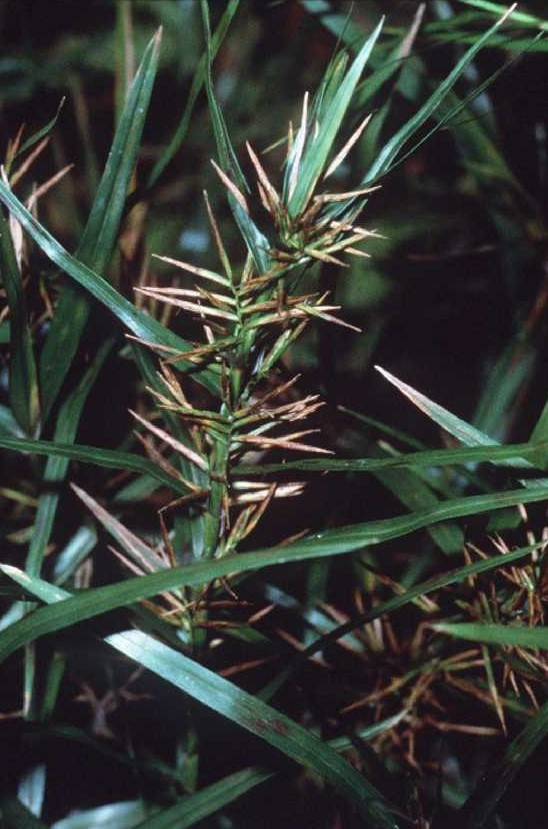